# FZ:OZ
FZ:OZ es un álbum en directo del músico y compositor estadounidense Frank Zappa, lanzado en 2002 como doble CD y el primero en editarse en Vaulternative Records perteneciente al Zappa Family Trust. Contiene casi íntegro el concierto del 20 de enero de 1976 del Hordern Pavilion en Sídney, Australia.

## Lista de canciones
Todas las canciones compuestas por Frank Zappa.

### Disco 1
1. "Hordern Intro (Incan Art Vamp)" – 3:10
2. "Stink-Foot" – 6:35
3. "The Poodle Lecture" – 3:05
4. "Dirty Love" – 3:13
5. "Filthy Habits" – 6:18
6. "How Could I Be Such a Fool?" – 3:27
7. "I Ain't Got No Heart" – 2:26
8. "I'm Not Satisfied" – 1:54
9. "Black Napkins" – 11:57
10. "Advance Romance" – 11:17
11. "The Illinois Enema Bandit" – 8:45
12. "Wind Up Workin' in a Gas Station" – 4:14
13. "The Torture Never Stops" – 7:12

### Disco 2
1. "Canard Toujours" – 3:22
2. "Kaiser Rolls" – 3:17
3. "Find Her Finer" – 3:48
4. "Carolina Hard-Core Ecstasy" – 6:12
5. "Lonely Little Girl" – 2:39
6. "Take Your Clothes Off When You Dance" – 2:02
7. "What's the Ugliest Part of Your Body?" – 1:07
8. "Chunga's Revenge" – 15:41
9. "Zoot Allures" – 12:50
10. "Keep It Greasy" – 4:40
11. "Dinah-Moe Humm" – 6:54
12. "Camarillo Brillo" – 3:58
13. "Muffin Man" – 3:41
14. "Kaiser Rolls (Du Jour)" – 3:00

## Personal
- Frank Zappa – guitarra, voz
- Terry Bozzio – batería, voz
- Napoleon Murphy Brock – saxofón tenor, vz
- Roy Estrada – bajo, voz
- Andre Lewis – teclados, voz
- Norman Gunston – armónica (en "The Torture Never Stops")